# 少年審判規則
少年審判規則（しょうねんしんぱんきそく）は、日本の少年保護事件の審判手続について、憲法77条1項の規定に基づき、最高裁判所が定める規則。

## 構成
- 第1章 総則（第1条～第7条の2）
- 第2章 通告、警察官の調査等（第8条～第10条）
- 第3章 調査及び審判（第11条～第42条の3）
- 第4章 抗告（第43条～第54条）
- 第5章 雑則（第55条～第58条）
- 附則